# Save Our Selves
Save Our Selves es el nombre de un grupo de activistas organizados para crear conciencia sobre el cambio climático global. Son los organizadores de los conciertos Live Earth de julio de 2007. El grupo fue fundado por Kevin Wall. El grupo tiene como socio al exvicepresidente estadounidense Al Gore,  Alianza para la Protección del Clima, MSN.